# Josh Charles
Pour les articles homonymes, voir Charles (patronyme).
Joshua Aaron Charles, dit Josh Charles, né le 15 septembre 1971 à Baltimore, dans le Maryland, aux États-Unis, est un acteur américain.

## Biographie

### Jeunesse
Joshua Aaron Charles est né  le 15 septembre 1971 à Baltimore, dans le Maryland, aux (États-Unis), d'Allan Charles, un producteur de publicité et Laura, une rédactrice du journal Baltimore Sun.

### Carrière
Charles commença sa carrière par du stand-up à l'âge de neuf ans. Adolescent, il passe plusieurs étés au Stagedoor Manor Performing Arts Center à New York, et étudiera à la Baltimore School for the Arts. Josh Charles est de confession judaïque.
En 1986, Josh Charles participa à la production de Jonathan Marc Sherman ; Confrontation
Son premier film sera Hairspray en 1988 où il est dirigé par John Waters. L'année suivante, il tourne aux côtés de Robin Williams et Ethan Hawke dans le film oscarisé Le Cercle des poètes disparus. Il enchaîne alors plusieurs films dont Panique chez les Crandell, Deux garçons, une fille, trois possibilités, Pie in the Sky, Les Muppets dans l'espace..
À la télévision, Charles joue le rôle du journaliste sportif Dan Rydell dans la série d'Aaron Sorkin, Sports Night qui est récompensée d'un Emmy Award. Il y participe pendant deux ans (1998-2000) et est nommé à la Screen Actors Guild.
Il joue ensuite dans les films S.W.A.T. unité d'élite en 2003 et Quatre Frères en 2005 et After.Life. En 2004, il apparaît sur scène à New York dans une réadaptation de The Distance From Here de Neil LaBute. Il reçoit avec l'ensemble du casting un Drama Desk Award.
En janvier 2006, il apparaît à la première mondiale de The Well-Appointed Room de Richard Greenberg pour la Steppenwolf Theatre Company de Chicago. Il suit ensuite la troupe à l'American Conservatory Theater de San Francisco pour A Number de Caryl Churchill.
En 2007, il fait partie de la production d'Adam Bock ; The Receptionist au Manhattan Theatre Club.
En 2008, Charles endosse le rôle de Jake dans la première saison de la série En analyse créée par Rodrigo García. En 2009, joue aux côtés de Christina Ricci et Liam Neeson ainsi que dans le film Brief Interviews with Hideous Men de John Krasinski.
Le 5 mars 2009, il décroche le rôle de Will Gardner dans la série The Good Wife créée par Robert (en) et Michelle King (en), diffusée entre le 22 septembre 2009 et le 8 mai 2016 sur le réseau CBS aux côtés de Julianna Margulies, Matt Czuchry, Archie Panjabi, Christine Baranski, Graham Phillips et Chris Noth. En 2014, il quitte la série lors de la saison 5. Lors de la 40e cérémonie des People's Choice Awards en 2014, Josh Charles a été récompensé dans la catégorie de l'acteur dramatique préféré pour son rôle de Will Gardner dans la série The Good Wife, elle aussi récompensée.
En 2012, il est le narrateur de la saison 2 de la série documentaire Curiosity diffusée sur Discovery Channel.
Le 17 juillet 2019, il décroche le rôle de Matt Logan, ingénieur à la NASA et mari d'Emma, une astronaute interprété par Hilary Swank dans la série Away créée par Andrew Hinderaker et produit par Jason Katims, Matt Reeves, Hilary Swank et Jessica Goldberg (en). La série est diffusée depuis le 4 septembre 2020 sur Netflix.

### Vie privée
En septembre 2013, il a épousé la danseuse de ballet Sophie Flack (en). Le 9 décembre 2014, elle a donné naissance au premier enfant du couple, un fils nommé Rocco. En 2018, ils sont devenus parents pour la deuxième fois, le couple a accueilli une petite fille Eleonor, née le 22 août 2018.

## Filmographie

### Cinéma
- 1988 : Hairspray de John Waters : Iggy
- 1989 : Le Cercle des poètes disparus (Dead Poets Society) de Peter Weir : Knox Overstreet
- 1991 : Panique chez les Crandell (Don't Tell Mom the Babysitter's Dead) de Stephen Herek : Bryan
- 1992 : Crossing the Bridge de Mike Binder : Mort Golden
- 1994 : Deux garçons, une fille, trois possibilités (Threesome) d'Andrew Fleming : Eddy
- 1995 : Dernières heures à Denver (Things to Do in Denver When You're Dead) de Gary Fleder : Bruce
- 1995 : Coldblooded de Wallace Wolodarsky : Randy
- 1996 : The Grave de Jonas Pate : Tyn
- 1996 : Crossworlds (en) de Krishna Rao : Joe Talbot
- 1996 : Pie in the Sky de Bryan Gordon : Charlie Dunlap
- 1997 : Cyclops, Baby (court métrage) de D.J. Caruso : Brush Brody
- 1997 : Little City de Roberto Benabib : Adam
- 1999 : Les Muppets dans l'espace (Muppets from Space) de Tim Hill : agent Barker
- 2000 : Meeting Daddy de Peter Gould : Peter Silverblatt
- 2001 : Zog's Place (court métrage documentaire) de Toby Miller : lui-même
- 2002 : My Father's House de Larry Holden : le coach (scènes supprimées, mais incluses dans l'édition DVD)
- 2003 : S.W.A.T. unité d'élite (S.W.A.T.) de Clark Johnson : T J McCabe
- 2004 : Seeing Other People de Wallace Wolodarsky : Lou
- 2005 : Quatre Frères (Four Brothers) de John Singleton : détective Fowler
- 2006 : The Darwin Awards de Finn Taylor : Paramedic
- 2007 : Son ex et moi (The Ex) de Jesse Peretz : Forrest Mead
- 2009 : Brief Interviews with Hideous Men de John Krasinski : Sujet #2
- 2009 : After.Life d'Agnieszka Wojtowicz-Vosloo (en) : Tom Peterson
- 2010 : Weakness de Michael Melamedoff : Bart
- 2010 : Sonnet for a Towncar (court métrage) de Mary Harron et John Walsh : Ty Burke
- 2014 : Bird People de Pascale Ferran : Gary Newman
- 2014 : Adult Beginners de Ross Katz : Phil
- 2015 : I Smile Back d'Adam Salky : Bruce
- 2015 : Free Love (Freeheld) de Peter Sollett : Bryan Kelder
- 2016 : Whiskey Tango Foxtrot de Glenn Ficarra et John Requa : Chris
- 2017 : Norman de Joseph Cedar : Taub
- 2017 : The Drowning de Bette Gordon : Tom Seymour
- 2019 : Framing John DeLorean de Don Argott et Sheena M. Joyce : Bill Collins
- 2023 : Memory de Michel Franco : Isaac
- 2024 : Mothers' Instinct de Benoît Delhomme : Damien

### Télévision
- 1990 : Murder in Mississippi (en) (téléfilm) : Andrew Goodman
- 1993 : Cooperstown (téléfilm) : Jody
- 1996 : Norma Jean & Marilyn (téléfilm) : Eddie Jordan
- 1997 : The Underworld (téléfilm) : Ehrlich
- 1998-2000: Sports Night (série télévisée) : Dan Rydell (45 épisodes)
- 2002 : Our America (téléfilm) : Dave Isay
- 2005 : Stella : Meeting Girls (série télévisée) : Jeremy
- 2007 : Six Degrees (série télévisée) : Ray Jones
- 2008 : En analyse (In Treatment) (série télévisée) : Jake
- 2008 : New York, unité spéciale (Law & Order: Special Victims Unit) (série télévisée) (saison 10, épisode 2) : Sean Kelley
- 2009-2014: The Good Wife (série télévisée) : Will Gardner (rôle principal - 108 épisodes)
- 2015 : Masters of sex (série télévisée) : Dan Logan (10 épisodes)
- 2016-2017 : Unbreakable Kimmy Schmidt (série télévisée) : Duke (5 épisodes)
- 2016-2019 : Drunk History (série télévisée) : Douglas Hegdahl / Alfred Kinsey / Jay Gould
- 2017 : We Hot American Summer : Ten Years Later (mini-série télévisée) : Blake
- 2017 : Law and Order True Crime (série télévisée) : Dr. Jerome Oziel (7 épisodes)
- 2018 : Amateur (téléfilm) de Ryan Koo : Coach Gaines
- 2019 : The Loudest Voice (mini-série télévisée) : Casey Close
- 2019 : Tribulation (série podcast) : Magus
- 2020 : Away (série télévisée) : Matt Logan (rôle principal)
- 2021 : New York, crime organisé (Law & Order: Organized Crime) (série télévisée) (saison 1, épisode 8) : procureur fédéral Vince Baldi
- 2022 : We Own This City (série télévisée) : Daniel Hersl
- 2023 : The Power (série télévisée) : Daniel Dandon
- 2024 : The Veil (mini-série télévisée) : Max Peterson
- 2025 : The Handmaid's Tale (série, saison 6) : Commandant Gabriel Wharton

### Clip
- 2024 : Taylor Swift feat. Post Malone : Fortnight, réalisé par Taylor Swift : un scientifique

## Voix francophones
En France, Cyrille Monge est la voix la plus régulière de Josh Charles depuis The Good Wife. Pierre Tessier l'a également doublé à six reprises.
Au Québec, Daniel Lesourd a doublé deux fois l'acteur.

## Distinctions
Sauf indication contraire ou complémentaire, les informations mentionnées dans cette section proviennent de la base de données IMDb.
Lauréat
- 2014 : 40e cérémonie des People's Choice Awards : Meilleur acteur dramatique préféré pour The Good Wife

Nomination
- 2010 : 15e cérémonie des Satellite Awards : Meilleur acteur dans une série dramatique pour The Good Wife
- 2011 : Gold Derby Awards : Meilleur acteur dans un second rôle dramatique pour The Good Wife
- 2011 : 63e cérémonie des Primetime Emmy Awards : Meilleur acteur dans un second rôle dans une série télévisée dramatique pour The Good Wife
- 2012 : Festival de télévision de Monte-Carlo : Meilleur acteur dans une série télévisée dramatique pour The Good Wife
- 2014 : Gold Derby Awards : Meilleur acteur dans un second rôle dramatique pour The Good Wife
- 2014 : 66e cérémonie des Primetime Emmy Awards : Meilleur acteur dans un second rôle pour The Good Wife
- 2014 : 71e cérémonie des Golden Globes : Meilleur acteur dans un second rôle dans une série, une mini-série ou un téléfilm pour The Good Wife
- 2014 : 4e cérémonie des Critics' Choice Television Awards : Meilleur acteur dans un second rôle dans une série dramatique pour The Good Wife
- 2015 : 5e cérémonie des Critics' Choice Television Awards : Meilleur invité dans une série comique pour Inside Amy Schumer